# O tempora, o mores
O tempora, o mores! (lateinisch für „O [was für] Zeiten, o [was für] Sitten!“) ist eine lateinische Redensart, die auch heute noch den Wandel der Zeiten und Verfall der Sitten beklagen soll.
Zu ihrer bis heute währenden Bekanntheit hat beigetragen, dass Cicero sie in vier Reden verwendete:
70 v. Chr. in seiner zweiten Rede gegen Verres, 63 v. Chr. in seiner ersten Rede gegen Catilina, 57 v. Chr. in der Rede in eigener Sache und 45 v. Chr. in seiner Rede für den König Deiotarus.
Etwa hundert Jahre später zitiert der römische Dichter Martial diesen Ausspruch folgendermaßen:
„Dixerat ‚O mores!, O tempora‘ Tullius olim“ („Einst hatte Tullius [Cicero] gesagt: ‚O Sitten!, O Zeiten!‘“)